# Claude de Thiard de Bissy
Claude de Thiard de Bissy (* 13. Oktober 1721 in Paris; † 26. September 1810 in Pierre-de-Bresse) war ein französischer Adeliger, General und Mitglied der Académie française.

## Leben
Claude de Thiard, Graf von Bissy, war ein Nachkomme der Familie des Dichters Pontus de Thiard aus Bissy-sur-Fley. Er war der Großneffe des Kardinals Henri Pons de Thiard de Bissy, der ältere Bruder des Generals Henri de Thiard de Bissy (1723–1794) und der Vater des Generals Auxonne-Marie-Théodose de Thiard, Graf von Bissy. 1750 wurde er im Alter von 29 Jahren in die Académie française (Sitz Nr. 12) gewählt und gehörte ihr 60 Jahre lang an. Sein besonderes Interesse galt der englischen Literatur. Er starb 1810 im Alter von 88 Jahren.

## Werke
- (Übersetzer) Henry St. John, 1. Viscount Bolingbroke: Lettres sur l’esprit de patriotisme, sur l’idée d’un roy patriote et sur l’état des partis qui divisoient l’Angleterre, lors de l’avénement de Georges I. Edinburgh 1750. (Überarbeitung einer existierenden Übersetzung)
- Histoire d’Ema. Roman. Paris 1752.